# Carrère
Carrère – miejscowość i gmina we Francji, w regionie Nowa Akwitania, w departamencie Pireneje Atlantyckie.
Według danych na rok 1990 gminę zamieszkiwało 167 osób, a gęstość zaludnienia wynosiła 25 osób/km² (wśród 2290 gmin Akwitanii Carrère plasuje się na 1009. miejscu pod względem liczby ludności, natomiast pod względem powierzchni na miejscu 1304.).